# فالكنر (رواية)
فالكنر (1837) هو الكتاب قبل الأخير الذي نشرته الكاتبة ماري شيلي. مثل رواية شيلي السّابقة "لودور" (1835)، فإنّها تصور تعليم امرأة شابّة في ظلّ شخصيّة الأب المستبدّ. 

## الحبكة
بصفتها يتيمة تبلغ من العمر ست سنوات، تمنع إليزابيث رابي روبرت فولكنر من الانتحار؛ ثمّ يتبناها فولكنر ويجعلها نموذجًا للفضيلة. ومع ذلك، فقد وقعت في حب جيرالد نيفيل، الّذي كانت والدته فالكنر قد قادتها إلى وفاتها عن غير قصد قبل سنوات. عندما تمّت تبرئة فالكنر أخيرًا من قتل والدة نيفيل، تمكّنت قيم إليزابيث الأنثوية من إخضاع الدّوافع المدمّرة للرّجلين الّلذين تحبّهما، والّذين تصالحوا واتّحدوا مع إليزابيث في وئام منزلي.

## البداية
فالكنر هي الرواية الوحيدة من روايات شيلي الّتي تنتصر فيها أجندة البطلة. من وجهة نظر النّاقدة كيت فيرجسون إليس، يقترح حل الرّواية أنّه عندما تنتصر القيم الأنثوية على الذكورة العنيفة والمدمرة، سيتم تحرير الرجال للتعبير عن "الرحمة والتعاطف والكرم" لطبيعتهم الأفضل.
وقد استشهد النّقاد حتّى وقت قريب بلودور وفوكنر كدليل على تراجع شيلي المحافظ. في عام 1984، حددت ماري بوفي تراجع سياسة شيلي الإصلاحيّة إلى "المجال المنفصل" للمنزل. كما هو الحال مع لودور ، نظر النقاد المعاصرون إلى الرّواية باعتبارها قصة رومانسيّة، متجاهلين مضمونها السّياسي وأشاروا إلى قضاياها الأخلاقيّة على أنّها عائليّة بحتة. ومع ذلك، تجادل بيتي بينيت بأن فالكنر مهتم بالسلطة والمسؤولية السياسية بقدر اهتمامه بروايات شيلي السّابقة.  اقترح بوفي أن تكتب شيلي لفوكنر لحل استجابتها المتضاربة لمزيج والدها من الراديكالية التحررية والإصرار الصّارم على اللياقة الاجتماعيّة.
لا ينظر النّقاد إلى فالكنر على أنّها نسوية بصورة ملحوظة، ولا باعتبارها واحدة من أقوى روايات ماري شيلي، على الرّغم من أنّها هي نفسها تعتقد أنّها يمكن أن تكون أفضل رواياتها. تعرّضت الرّواية لانتقادات بسبب وصفها ثنائيّ الأبعاد.  من وجهة نظر بينيت، "يمثّل لودور وفوكنر اندماج الرّواية الاجتماعيّة النّفسية مع الرّواية التّعليمية، مما لا يؤدّي إلى روايات رومانسيّة بل بدلاً من ذلك إلى روايات زعزعة الاستقرار: البطلات هن نساء متعلمات يسعين جاهدين لخلق عالم من العدالة والحبّ العالميّ".